# Пустельна туга
Пустельна туга (англ. Desert Blue) — американська драма 1998 року режисера Морган Джей Фрімен.

## Сюжет
Професор-академік Девідсон — оригінал і любитель придорожніх пам'яток. Разом з дочкою вони зупиняються у покинутому містечку часів золотої лихоманки, він з цікавістю оглядає старий фанерний щит з рекламою морозива, і ця зупинка робить неможливою їх подальшу подорож, оскільки автомобіль отримав пошкодження. Вимушена затримка в маленькому провінційному містечку призводить до знайомства з його досить неординарними жителями.

## У ролях
- Кейсі Аффлек — Піт Кеплер
- Брендан Секстон III — Блу Бакстер
- Кейт Хадсон — Скай Девідсон
- Крістіна Річчі — Елі Джексон
- Джон Херд — професор Ланс Девідсон
- Ітан Саплі — Кейл
- Сара Гілберт — Сенді
- Ісідра Вега — Хейлі Гордон
- Пітер Сарсгаард — Біллі Бакстер
- Рене Рівера — доктор Гордон
- Лі Холмс — заступник Кілер
- Люсінда Дженні — Керолайн Бакстер
- Джеррі Ейджи — страховий агент
- Деніел фон Барген — шериф Джексон
- Річмонд Аркетт — водій вантажівки
- Майкл Айронсайд — Агент Френк Беллоус
- Нат Мур — агент Ред
- Нтаре Мвіне — агент Грін
- Онжаню Елліс — агент Саммерс
- Фред Шнайдер — KBLU радіо Ді Джей, озвучка
- Лів Шрайбер — Міккі Мундей, озвучка
- Макдедді Біфкек — Теллі Клемс, озвучка
- Кріс Геннон — озвучка
- Дон Леслі — озвучка